# Бэкус, Джон
Джон Бэкус (англ. John Warner Backus; 3 декабря 1924, Филадельфия, Пенсильвания — 17 марта 2007[…], Ашленд, Орегон) — американский учёный в области информатики, руководитель команды создателей первого высокоуровневого языка программирования Фортран, изобретатель формы Бэкуса — Наура — одной из самых распространённых и универсальных нотаций для определения синтаксиса формальных языков, лауреат премии Тьюринга (1977).
Член Национальной академии наук США (1974).

## Биография
Родился в Филадельфии, рос в Уилмингтоне (Делавэр), окончил школу Хилл (англ. The Hill School) в Поттстауне (англ. Pottstown). В 1942 году поступил в Университет Вирджинии на факультет химии, однако был отчислен на втором курсе за пропуски занятий. После этого был призван в Тихоокеанский флот США, однако при медосмотре у него  обнаружили опухоль черепной кости, которая была успешно оперирована с установкой костного имплантата.
После службы в армии во время Второй мировой войны попал в Нью-Йорк, где начал обучение в радиотехнической школе, увлекшись задачей разработки высококачественного звуковоспроизводящего устройства. Один из преподавателей убедил Бэкуса продолжить образование, и он поступил в Колумбийский университет, получив в 1949 году степень магистра математики.
В 1950 году нанят в IBM, где вскоре возглавил группу, разрабатывавшую интерпретатор Speedcoding для компьютера IBM 701, а позже принял участие в создании усовершенствованного варианта этой машины, модели IBM 704. В 1953 году предложил создать для компьютера IBM 704 язык, позволяющий записывать команды почти в обычной алгебраической форме, и компилятор для него. Данное предложение быстро нашло поддержку, так как в фирме искали пути, обеспечивающие увеличение сбыта своих компьютеров, и потому стремились сделать их более привлекательными, «дружественными» пользователю. В результате в течение 1954—1957 годов был создан язык Фортран, всеобще признаваемый первым в истории языком программирования высокого уровня.
Впоследствии принимал активное участие в развитии Фортрана, участвовал в комитете по созданию Алгола. В процессе подготовки отчёта об Алголе разработал специальную систему определений, формально описывающую синтаксис языка программирования, которую представил на конференции ЮНЕСКО в Париже в 1959 году. Вскоре этот способ записи назвали нормальной формой Бэкуса; позже Петер Наур внёс уточнения в нотацию, и форму стали называть формой Бэкуса — Наура (при этом сокращение осталось прежним — БНФ).
В 1963 году стал почётным сотрудником IBM (англ. IBM Fellow). В 1975 году награждён Национальной научной медалью США.
В 1977 году за труды по созданию Фортрана и вклад по формализации специфицирования языков программирования награждён премией Тьюринга. Тьюринговскую лекцию «Можно ли освободить программирование от стиля фон-Неймана?» посвятил комбинаторному программированию и представил в ней язык FP, во многом впитавший идеи из APL Айверсона и оказавший влияние на такие языки 1980-х годов, как Haskell и J. Во второй половине 1980-х годов совместно с коллегами из Алмаденского исследовательского центра IBM разработал язык FL, развивающий идеи комбинаторного программирования, заложенные в FP.
До выхода на пенсию в 1991 году работал в исследовательских лабораториях IBM. Подписал «Предупреждение учёных человечеству» (1992). В 1993 году за создание Фортрана удостоен премии Дрейпера. Последние годы провёл с семьёй в Ашленде (Орегон).